# Heinrich Eckholdt

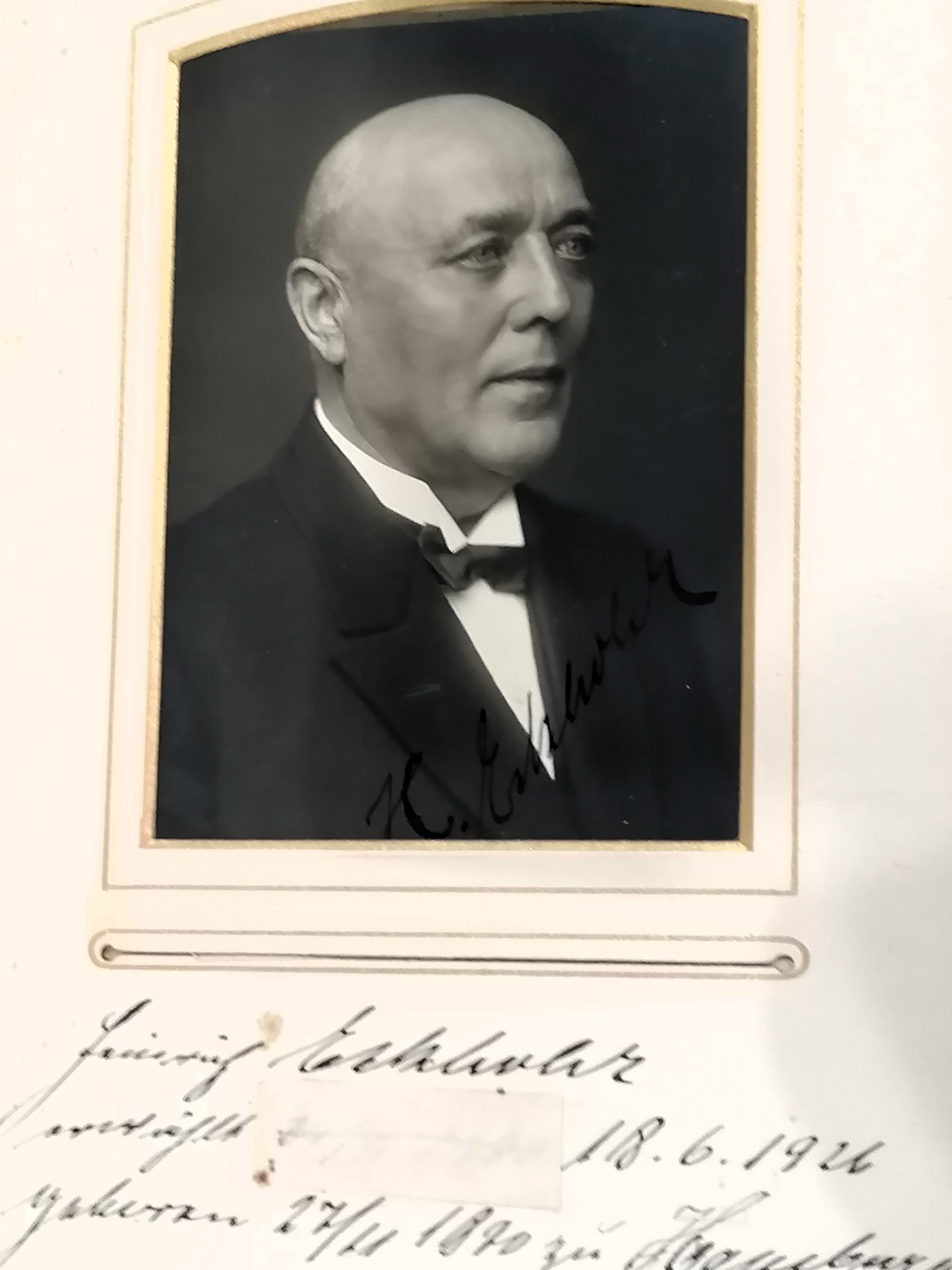
Senator Heinrich Eckholdt

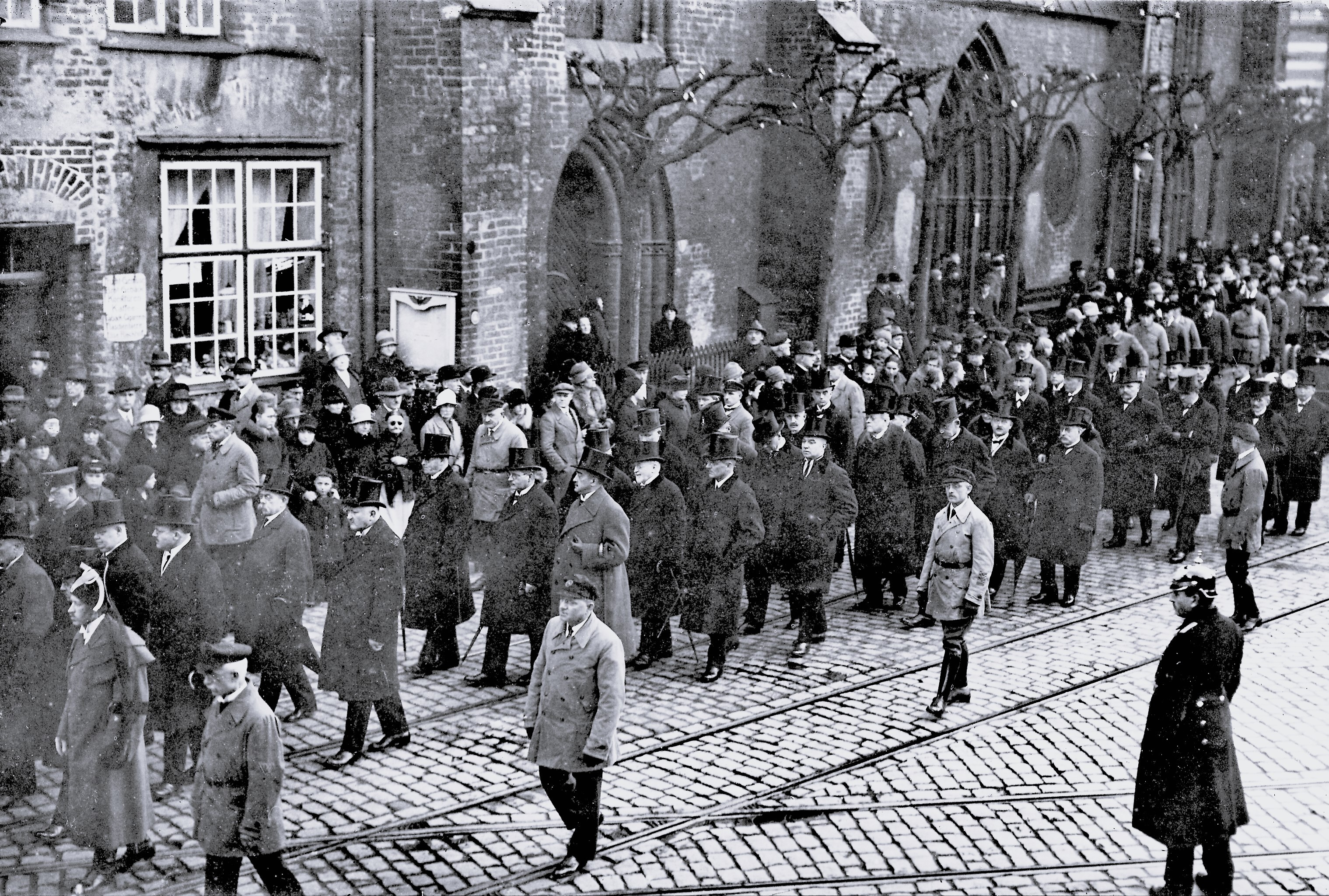
Senat im Trauerzug für Paul Hoff (1928)

Heinrich Georg Louis Eckholdt (* 27. November 1870 in Hamburg; † 21. Mai 1947 in Lübeck) war ein deutscher Kaufmann und Politiker.

## Leben
Der Kaufmann Heinrich Eckholdt war Mitglied des Reichsbanners und zunächst Mitglied der Deutschen Demokratischen Partei, dann der Deutschen Staatspartei. Er wurde in den 1920er Jahren zunächst in die Lübecker Bürgerschaft gewählt. Am 18. Juni 1926 wurde er Senator der Hansestadt Lübeck und gehörte dem Senat bis zur Gleichschaltung durch die Nationalsozialisten an. Er legte sein Senatorenamt am 6. März 1933 zusammen mit den sozialdemokratischen Senatoren nieder. Für 1943 ist seine Verhaftung durch die Gestapo belegt. Nach Kriegsende 1945 wurde er Bürgermeister der Stadt Reinfeld (Holstein). 1946 wurde er Kreispräsident des Kreises Stormarn und dessen ehrenamtlicher Landrat.
Heinrich Eckholdt war Mitglied der Lübecker Freimaurerloge Zur Weltkugel.